# 달리는 라디오 (경북)
박용수, 유은정의 달리는 라디오는 TBN 경북교통방송(포항 FM 103.5㎒, 울진 FM 103.7㎒)에서 평일 저녁 6시 5분부터 7시 53분까지 방송되는 경북 동해안 지역의 퇴근길 라디오 프로그램이다.

## 요일코너

### 1부
- 월)상식의 고수(상식퀴즈) : 뉴스 앵커와 어리바리 박기자!
- 화)할머니! 여기가 어디야? : 손주의 동네 궁금기!(우리동네 이름 맞추기)
- 수)박영수의 뭐꼬? 이노래? : 노래강사 박용수의 노래 퀴즈
- 목)교통 장학퀴즈 : 성우 부부의 운전면허 시험문제 맞추기!
- 금)은정아~ 머라카노~ : 은정이의 사투리를 제~발~ 맞춰 봐~~!

### 2부
- 월)김필수의 안전운전 : 대림대학교 김필수 교수가 말하는 안전운전
- 화)글로벌교통 잇(it)수다 : 모터트랜드 고정식 기자가 말하는 세계 각지 다양한 교통뉴스
- 수)실버안전 교차로 : 경찰청 이장선 교수가 진단해본 노인들의 교통사고, 그리고 그 진단서!
- 목)이런 모임 들어 봤어? : 다양한 동호회 그리고 동아리
- 금)오토플러스 : 오토타임즈 김성윤 기자가 전해 주는 한주간 교통 소식!

### 3부
- 월~금)달리는 퀴즈쇼! : 월)소리퀴즈 화)섞어쏭퀴즈 수)자음퀴즈 목)넌센스퀴즈 금)배달퀴즈
- 월,금)투데이 스포츠 : 스포츠 평론가 최동호의 박진감 넘치는 스포츠 소식!
- 화)이예지 리포터의 교통안전5030! : 안전!안전! 또 안전!
- 수)너와 나의 연결고리(시민컷) : 우리네 이웃들이 전하는 사람 사는 이야기들
- 목)이럴땐 이노래! : 청취자 신청곡

### 4부 (매일코너)
- "달리는 미장원"(코믹) : 유원장과 손님, 그리고 그들만의 거침없는 수다!!
- "오늘 이노래" : MC들이 추천하는 오늘의 노래한곡!